# Edwin Ávila
Ávila  Vanegas est un nom espagnol. Le premier nom de famille, en général paternel, est Ávila ; le second, en général maternel, souvent omis, est Vanegas.
Edwin Alcibiades Ávila Vanegas, né le 21 novembre 1989 à Cali, dans la Valle del Cauca, est un coureur cycliste colombien, spécialiste de la piste. En mars 2011, lors des mondiaux d'Apeldoorn aux Pays-Bas, il remporte le titre de champion du monde de course aux points. Il devient le troisième pistard colombien à remporter un titre mondial après Martín Emilio Rodríguez en 1971 et María Luisa Calle en 2006. Il récidive trois ans plus tard lors des mondiaux se déroulant dans sa ville natale.

## Biographie

### Les débuts
Edwin Ávila est originaire de Cali où il a commencé le cyclisme en 2005. Aujourd'hui, il représente les couleurs de la ligue de Bogota. En 2007, il remporte avec son compatriote Jaime Ramírez la médaille de bronze de l'américaine aux championnats du monde, en catégorie junior. 
En 2008, Ávila fait partie de la sélection nationale colombienne qui participe aux XXIIIe championnats panaméricains à Montevideo. Celle-ci est amputée des coureurs qualifiés pour les Jeux olympiques, en pleine préparation. Le deuxième jour de compétition, il remporte le titre de la poursuite par équipes, avec ses coéquipiers. Véritable équipe bis, elle subit la loi des Chiliens lors des qualifications. Puis même si la finale est indécise, la sélection chilienne est en tête et semble pouvoir l'emporter. Mais deux coureurs se touchent et tombent, laissant le titre aux Colombiens. Le lendemain, il termine sixième de la course aux points.
Puis il participe à la manche de Cali de la coupe du monde 2008-2009. Il est membre de l'équipe nationale de poursuite qui obtient un podium. Mais ce résultat est à relativiser. Il n'y avait que trois formations engagées et la sélection colombienne termine troisième à quinze secondes des finalistes. Associée à une 10e place obtenue à Manchester, l'équipe colombienne termine, cependant, au 13e rang de la coupe du monde 2008-2009 de poursuite par équipes.
Il est sélectionné dans l'équipe de poursuite qui représente la Colombie aux Mondiaux 2009. Il termine à la 10e place ses premiers championnats du monde.
En décembre 2009, il participe à la manche de Cali de la coupe du monde 2009-2010. Il remporte la poursuite par équipes. En battant le record national de près de deux secondes, il obtient, avec ses équipiers, le meilleur temps des qualifications. En finale, la sélection colombienne rattrape l'équipe du Lokomotiv à 500 mètres du terme de la finale et s'adjuge ainsi la victoire. Avec ce seul résultat, l'équipe colombienne termine au 9e rang de la coupe du monde 2009-2010 de poursuite par équipes.
En 2010, à Aguascalientes, il devient, pour la deuxième fois, champion panaméricain de poursuite par équipes. Profitant de l'altitude et de la qualité de la piste, inaugurée pour l'occasion (et considérée comme la meilleure en Amérique), la sélection colombienne est la première équipe panaméricaine à descendre sous les quatre minutes, établissant, en 3 min 59 s 412, un nouveau record continental. Elle bat, de cinq secondes, le précédent record qu'elle avait battu, le matin même, en qualifications.

### Champion du monde
En 2011 aux championnats du monde sur piste, il bat le double tenant du titre et grand favori, l'Australien Cameron Meyer pour remporter la médaille d'or de la course aux points. Il a été le seul à pouvoir prendre un tour au peloton. Il profite de la décélération des coureurs après le sixième sprint, remporté par Meyer, pour en quelques tours prendre cet avantage décisif. Puis il réussit à préserver cet avantage malgré les attaques incessantes dont il fut l'objet, parfois avec l'aide du Chilien Luis Fernando Sepúlveda. Ávila, pour s'imposer, a gagné, en plus des 20 points obtenus en prenant un tour au peloton, les 5 points alloués aux 7e et 14e sprints, 1 point au 11e et 2 points au 13e. Avec 33 points, il devance Meyer de 8 points.

### Saison 2011-2012
En octobre, il fait partie de la sélection de poursuite par équipes qui représente la Colombie, lors des Jeux panaméricains de Guadalajara. À cette occasion, il décroche le titre en battant les Chiliens, rejoints après la chute d'un des leurs. Avec ses coéquipiers, il établit un nouveau record panaméricain, en 3 min 59 s 236. 
Puis il participe à deux manches de la coupe du monde 2011-2012. À Cali, il dispute les qualifications de la poursuite par équipes, qu'il termine troisième. En l'absence de Juan Esteban Arango en finale, ses coéquipiers laissent, pour huit centièmes, la dernière marche du podium aux Danois. Lors de la quatrième manche de la coupe du monde, qui se déroule à Londres, sur le vélodrome qui accueillera les compétitions olympiques, Ávila et ses coéquipiers terminent septième des qualifications. Avec ces deux résultats, l'équipe colombienne termine au neuvième rang de la coupe du monde 2011-2012 de poursuite par équipes. La coupe du monde 2011-2012 de course aux points se dispute sur deux manches. En Colombie, Ávila décroche son premier podium individuel en coupe du monde. En Angleterre, il termine sixième, à un tour du vainqueur. Ces deux résultats lui permettent de terminer à la deuxième place du classement général. 
Pour parfaire sa préparation en vue des Jeux olympiques de Londres, la sélection colombienne de poursuite par équipes, dont fait partie Ávila, participe au Tour de San Luis, à la fin du mois de janvier 2012. Il y remporte le classement des étapes volantes. À la mi-mars, et dans cette même optique, les poursuiteurs sont alignés à la Vuelta a México, par leur fédération. La huitième et dernière étape se termine, sur le célèbre paseo de la Reforma à Mexico, par un sprint massif. Deux sélectionnés finissent aux deux premières places, Juan Esteban Arango devançant Edwin Ávila. Fin avril - début mai, ils sont aux États-Unis pour disputer deux épreuves du calendrier national américain, la Joe Martin Stage Race et le Tour of the Gila. 
Peu avant les épreuves américaines, il signe pour le reste de la saison, avec l'équipe Formesan-IDRD-Pinturas Bler, équipe professionnelle non-affiliée à l'UCI. Pour être performant aux Jeux olympiques, il a besoin de participer à des courses sur route, c'est dans ce but qu'il intègre sa nouvelle formation.

### Tour de Colombie 2012
Mais c'est au sein de la sélection olympique qu'il participe au Tour de Colombie, avec la ferme intention de se montrer lors du prologue et des étapes de plat. À la différence de son coéquipier Juan Esteban Arango, parti sur une chaussée détrempée, Ávila dispute le prologue sans retenue. Il finit quatrième à quatre secondes de Fabio Duarte. Le lendemain, malgré deux secondes grappillées lors du premier sprint intermédiaire, il se retrouve cinquième à cinq secondes du nouveau leader Félix Cárdenas, n'ayant pu terminer le sprint massif qu'à la cinquième place. Lors de la deuxième étape, bénéficiant du train de la sélection colombienne, Edwin Ávila termine les deux premiers sprints bonifications à la deuxième place. Ávila chute en cours de route, mais ramené par Arango et Kevin Ríos, il réintègre le peloton. L'étape se termine par un sprint. Pourtant bien lancé par ses équipiers, Ávila est débordé et achève l'étape troisième. Cependant les huit secondes engrangées, durant cette journée, lui permettent d'endosser le maillot de leader (en plus de celui du classement des étapes volantes). Il perd ses deux maillots distinctifs, dès le jour suivant, n'ayant pu se mêler à la lutte lors des sprints intermédiaires et final. La quatrième étape, de montagne, est fatal quant au classement général pour Ávila. Par contre, il récupère le maillot de leader du classement des étapes volantes, le lendemain (et ce pour une journée), à la suite du premier sprint bonification de la cinquième étape. Puis comme prévu initialement, la sélection olympique de poursuite se retire lors de la journée de repos.

### 2013-
En 2014, lors de la course aux points des mondiaux sur piste organisés à domicile à Cali, il remporte à nouveau la médaille d'or, obtenant son deuxième titre mondial. Sur la course longue de 160 tours (40 km) au vélodrome Alcides Nieto Patiño, il collecte des points sur les sprints 3, 5 et 7 dans lesquels il récupère 7 points. Son véritable objectif est de prendre un tour d'avance et les 20 points qui sont attribués dans ce cas. Il y parvient à trois reprises, la première avec cinq autres coureurs, la deuxième fois tout seul et enfin à 20 tours de l'arrivée avec ses deux principaux rivaux, le Néo-zélandais Tom Scully et l'Espagnol Eloy Teruel.
Fin 2014, il prolonge son contrat avec la formation Colombia.
Après deux saisons dans cette équipe, il rejoint en 2016 l'équipe américaine Illuminate et devient champion de Colombie sur route. En 2018, il signe avec l'équipe Israel Cycling Academy. Entre 2017 et 2019, il remporte plusieurs étapes de courses UCI en Asie, en Europe et en Afrique. 
En 2021, il rejoint l'équipe Burgos-BH. Le 12 juillet 2021, il est provisoirement suspendu après avoir été contrôlé positif à un stéroïde anabolisant (le boldenone) lors d'un contrôle antidopage le 31 mai de la même année. Malgré ses dénégations et ses espoirs fondés sur l'absolution de plusieurs sportifs contrôlés positifs au boldenone qui le voient s'entraîner avec sa formation, en vue d'une éventuelle reprise, l'UCI le sanctionne de trois ans de suspension au lieu de quatre habituellement, et ce jusqu'au 12 juillet 2024.

## Palmarès sur piste

### Jeux olympiques
- Londres 2012
  - 8e de la poursuite par équipes (avec Arles Castro, Kevin Ríos et Weimar Roldán)[50].

### Championnats du monde
- Aguascalientes 2007
  -  Médaillé de bronze de l'américaine juniors (avec Jaime Ramírez)[3].
- Pruszków 2009
  - 10e de la poursuite par équipes (avec Juan Esteban Arango, Arles Castro et Carlos Urán) (éliminé au tour qualificatif)[11].
- Apeldoorn 2011
  -  Champion du monde de la course aux points[18].
  - 10e de la poursuite par équipes (avec Juan Esteban Arango, Arles Castro et Weimar Roldán) (éliminé au tour qualificatif)[51].
- Cali 2014
  -  Champion du monde de la course aux points[52].
  - 10e de la poursuite par équipes (avec Juan Esteban Arango, Arles Castro et Fernando Gaviria) (éliminé au tour qualificatif)[53].
  - 11e de l'américaine (avec Juan Esteban Arango)[54].
- Saint-Quentin-en-Yvelines 2015
  - 12e de la poursuite par équipes (avec Fernando Gaviria, Juan Esteban Arango et Weimar Roldán) (éliminé au tour qualificatif)[55].
  - 16e de la course aux points[56].

### Coupe du monde
- 2008-2009
  - 3e de la poursuite par équipes à Cali (avec Arles Castro, Juan Esteban Arango et Alexander González)
- 2009-2010
  - 1er de la poursuite par équipes à Cali (avec Arles Castro, Juan Esteban Arango et Weimar Roldán)
- 2010-2011
  - 2e de la poursuite par équipes à Cali (avec Arles Castro, Juan Esteban Arango et Weimar Roldán)
- 2011-2012
  - 2e du classement général de la course aux points
  - 3e de la course aux points à Cali
- 2012-2013
  - 1er de la poursuite par équipes à Cali (avec Arles Castro, Juan Esteban Arango et Weimar Roldán)

### Jeux panaméricains
- Guadalajara 2011
  -  Médaillé d'or de la poursuite par équipes

### Jeux sud-américains
- Medellín 2010
  -  Médaillé d'or de la poursuite par équipes
  -  Médaillé d'argent de la course aux points
- Santiago 2014
  -  Médaillé d'or de la poursuite par équipes (avec Arles Castro, Juan Esteban Arango et Weimar Roldán)

### Championnats panaméricains
- Montevideo 2008
  -  Médaillé d'or de la poursuite par équipes.
  - Sixième de la course aux points[7].
- Aguascalientes 2010
  -  Médaillé d'or de la poursuite par équipes.
  - 20e de la course aux points[57].
- Medellín 2011
  -  Médaillé d'or de la poursuite par équipes.
  -  Médaillé d'or de la course aux points.
  -  Médaillé d'argent de la course à l'américaine.
- Couva 2017
  -  Médaillé de bronze de la course aux points.
  -  Médaillé de bronze de la course à l'américaine (avec Jordan Parra).

### Jeux d'Amérique centrale et des Caraïbes
- Mayagüez 2010
  -  Médaillé d'or de la poursuite par équipes
  -  Médaillé d'argent de la poursuite individuelle
- Barranquilla 2018
  -  Médaillé d'or de l'omnium
  -  Médaillé d'argent de l'américaine
  -  Médaillé de bronze de la poursuite par équipes

### Championnats nationaux
- Juegos Nacionales Cali 2008
  -  Médaillé de bronze de la poursuite individuelle des XVIII Juegos Deportivos Nacionales[58].
- Medellín 2010
  -  Médaillé d'argent de la poursuite par équipes (avec Armando Cárdenas, Jarlinson Pantano et Camilo Suárez)[59].
  -  Médaillé d'argent de la course à l'américaine (avec Miguel Ángel Rubiano)[60].
- Medellín 2016
  -  Médaillé d'or de la course à l'américaine (avec Jordan Parra)[61].
- Cali 2017
  -  Médaillé d'or de la course à l'américaine (avec Jordan Parra)[62].
  -  Médaillé d'argent de la poursuite par équipes (avec Carlos Urán, Jordan Parra et Wilmar Molina)[63].
- Cali 2018
  -  Médaillé d'argent de la course à l'américaine (avec Jordan Parra)[64].
- Juegos Nacionales Cali 2019
  -  Médaillé d'argent de la poursuite par équipes des XXI Juegos Deportivos Nacionales (avec Carlos Urán, Jordan Parra et Wilmar Molina)[65].
  -  Médaillé d'argent de la course à l'américaine des XXI Juegos Deportivos Nacionales (avec Jordan Parra)[66].
  -  Médaillé de bronze de l'omnium des XXI Juegos Deportivos Nacionales[67].

### Autres compétitions
- Coupe du monde 2015-2016
  - 3e de la course aux points à Cali

## Palmarès sur route

### Par année
| - 2016 - Champion de Colombie sur route - 2017 - 1re et 4e étapes du Tour de Taïwan - 4e étape du Tour d'Azerbaïdjan - 1re étape du Sibiu Cycling Tour - 2e du Tour de Taïwan - 2e du Tour de Corée | - 2018 - 3e étape du Tour de Taïwan - 2019 - 4e étape du Tour du Rwanda - Tour de Cova da Beira : - Classement général - 1re étape |

### Résultats sur les grands tours

#### Tour d'Italie
2 participations 
- 2013 : 164e
- 2014 : hors délais (9e étape)

### Classements mondiaux
| Année            | 2012 | 2013  | 2014 | 2015 | 2016 |
| ---------------- | ---- | ----- | ---- | ---- | ---- |
| UCI America Tour | 216e | 150e  |      | 207e | 68e  |
| UCI Asia Tour    |      |       |      | 358e | 287e |
| UCI Europe Tour  |      | 1000e | 701e | 840e |      |